# Sveinung Rotevatn

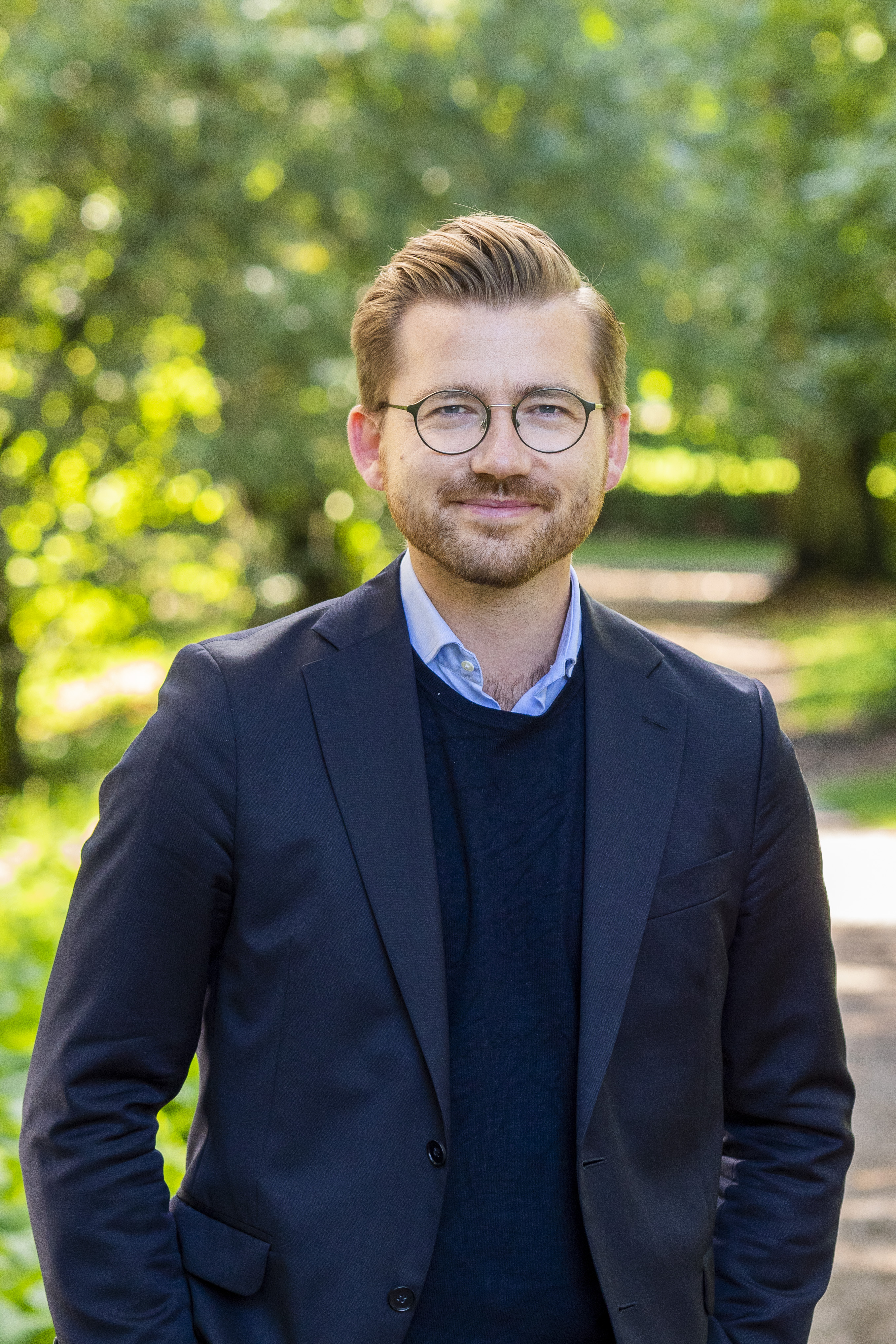
Sveinung Rotevatn, 2020

Sveinung Rotevatn (* 15. Mai 1987 in Bergen) ist ein norwegischer Jurist und Politiker der sozialliberalen Partei Venstre. Von 2013 bis 2017 war er Abgeordneter im Storting, seit 2021 ist er es erneut. Von Januar 2018 bis Januar 2020 war er Staatssekretär. Von Januar 2020 bis Oktober 2021 war er Klima- und Umweltminister in der Regierung Solberg, im September 2020 wurde er auch zum stellvertretender Parteivorsitzenden der Venstre gewählt.

## Leben

### Ausbildung
Während seiner Schulzeit machte Rotevatn ein Auslandsjahr in Kanada, wo er das Lethbridge Collegiate Institute in Lethbridge besuchte. Er hat einen Masterabschluss in Rechtswissenschaft von der Universität Bergen, den er 2018 erhielt.

### Politischer Werdegang
In der Zeit von 2010 bis 2013 stand Rotevatn der Jugendorganisation Unge Venstre vor, nachdem er bereits ab 2009 deren stellvertretender Vorsitzender war. Zwischen 2011 und 2013 saß er im Kommunalparlament der ehemaligen Gemeinde Eid. Bei der Parlamentswahl 2013 zog er für den Wahlkreis Sogn og Fjordane in das norwegische Nationalparlament Storting ein, wo er bis 2017 ein Mandat hatte und im Arbeits- und Sozialausschuss Mitglied war.
Am 17. Januar 2018 wurde er zum Staatssekretär im Justiz- und Bereitschaftsministerium ernannt. Dabei war er unter Sylvi Listhaug, Per Sandberg sowie Tor Mikkel Wara, jeweils Politiker der Fremskrittspartiet (FrP), tätig. Zum 12. Oktober 2018 wechselte er als Staatssekretär in das von seinem Parteikollegen Ola Elvestuen geführte Klima- und Umweltministerium. Am 24. Januar 2020 wurde er nach dem Regierungsaustritt der Fremskrittspartiet und einer damit einhergehenden Kabinettsumbildung neuer Klima- und Umweltminister.
Am 5. März 2020 wurde er von der Parteiführung als erster stellvertretender Parteivorsitzender seiner Partei vorgeschlagen. Ein Parteitag im April 2020 hätte ihn in dieser Position bestätigen sollen. Nachdem Parteichefin Trine Skei Grande allerdings ihren Rücktritt erklärte, gab er Ende Mai 2020 seine Kandidatur für den Parteivorsitz bekannt. Der Wahlausschuss schlug ihn im August 2020 schließlich erneut als ersten Stellvertreter, nun jedoch mit Guri Melby als Vorsitzender, vor. Am 26. September 2020 wurde er in diese Position gewählt. Bei der Wahl 2021 zog Rotevatn erneut in das Storting ein, jedoch nicht wie im Jahr 2013 für den Wahlkreis Sogn og Fjordane, sondern für Hordaland. Seine Amtszeit als Klima- und Umweltminister endete mit dem Abtritt der Regierung Solberg am 14. Oktober 2021.
Nachdem er als Mitglied der Regierung sein Mandat hatte ruhen lassen müssen, kehrte Rotevatn im Oktober 2021 in das Storting zurück. Er wurde dort Mitglied im Finanzausschuss und stellvertretender Fraktionsvorsitzender der Venstre-Gruppierung.

## Positionen
Rotevatn zählt zu den Befürwortern eines EU-Beitritt Norwegens. Er gehört zudem zu den Politikern, die für eine Abschaffung des norwegischen Königshauses werben. Er begründet diese Position damit, dass in einem modernen Staat keine Positionen vererbt werden sollen. In seiner Zeit als Vorsitzender der Unge Venstre sowie auch später sprach er sich für die Legalisierung von aktiver Sterbehilfe aus. Er sagte, dass es sich dabei für viele Personen um eine ethisch schwierige Frage handele, man aber denjenigen, die unter starken Schmerzen leiden, keinen „würdigen Abschluss“ ihres Lebens verbieten solle.
Im August 2021 erklärte er, dass er dagegen eintritt, neue Suchfelder für die Erdölgewinnung – so wie von der Regierung Solberg beabsichtigt – freizugeben. Zugleich erklärte er, dass er sich an den Stimmverhältnissen im Parlament orientieren müsse.
Im Januar 2024 gab Rotevatn bekannt, dass er den Internationalen Gerichtshof für den Friedensnobelpreis nominiert habe. Er begründete seine Nominierung damit, dass in einer Zeit, in der internationale Beziehungen unter Druck seien, internationale Gerichte wichtiger denn je seien.